# Corydalis latiloba
Corydalis latiloba là một loài thực vật có hoa trong họ Anh túc. Loài này được (Franch.) Hand.-Mazz. mô tả khoa học đầu tiên năm 1931.